# Tupolev Tu-444
O Tupolev Tu-444 foi um projeto de um avião supersônico a ser construído pelo fabricante russo Tupolev para transporte de passageiros.
O primeiro protótipo do Tu-444 deveria ficar pronto até o final de 2009, mas foi cancelado.
No centro de pesquisas da Tupolev, este projeto foi designado como TU-444 por causa de várias inovações tecnológicas a serem implantadas. Será construindo em primeiro uma aeronave significativamente mais barata do que um Airbus. Resolver problemas técnicos causados por exigências ecológicas severas não será a tarefa mais fácil que promete o tal projeto.
Mas não obstante de ser um sucesso tanto em combate como na aviação de civil, e não será possível a ônibus aéreo supersônico, ser mais economicamente eficiente e construído no mais próximo futuro por causa de exigências ecológicas muito severas, exigida no relatório internacional que visa a monitorar e regular os agentes poluidores causados pelos aviões civis "STS-2"(substituto-sônica de monitoramento). 
De acordo com analistas famosos, tal mercado de aeronave poderia ser de 400 a 700 unidades providas do STS (substituto-sônica) em operação, o custo primário excederá esta aeronave por não mais que 20%. O mais importante da implantação dos STS's é a possibilidade para executar uma viagem intercontinental com volta, dentro um dia ao uso máximo de tempo trabalhando.

## Problemas a serem resolvidos
O problema principal do projeto do TU-444 é a provisão simultânea de dados de voo prescritos em gama de voo (000–500 km), RWY mais longo que 1800 m e nível de barulho de comunidade (3(4) Capítulo de Anexo 16 para ICAO) os último padrões principais são devidos de RWY “linha secundária de nível barulho ”. Dimensões pequenas da aeronave: (quase 2 vezes tão pequeno quanto STS-2 antes de tamanhos geométricos e 6 vezes como pequeno, através de peso) em combinação com aumento de área fronteiriço e essencialmente previna para obter essas características. para prover a máxima relação de L/D Kmax˜8 a modo supersônico e eficiência de combustível exigida Gf˜0,51…0,515.